# شون واليس
شون واليس (بالإنجليزية: Shaun Wallis)‏ هو لاعب هوكي الجليد بريطاني، ولد في القرن العشرين في إسكس في المملكة المتحدة.

## وصلات خارجية
- شون واليس على موقع EliteProspects.com (الإنجليزية)
- شون واليس على موقع HockeyDB.com (الإنجليزية)